# Neoregostoma fasciatum
Neoregostoma fasciatum là một loài bọ cánh cứng trong họ Cerambycidae.